# Viva Ned Flanders
"Viva Ned Flanders" är avsnitt 10 från säsong tio av Simpsons och sändes på Fox den 10 januari 1999. I avsnittet ber Ned Flanders om råd av Homer hur man har kul i livet och de båda åker till Las Vegas där de gifter om sig med två servitriser. Avsnittet skrevs av David M. Stern och regisserades av Mark Kirkland. Avsnittet nominerades till en Emmy Award  för "Outstanding Animated Program (For Programming less than One Hour)" under 1999.

## Handling
Mr Burns kasino rivs genom en explosion och familjen Simpson är där och tittar på när man förstör det. Deras bil blir full av damm och de åker till biltvätten för att bli av med dammet, och när Homer går in och betalar ser han att Ned Flanders får pensionärsrabatt. I kyrkan berättar Ned för Homer att han är sextio år gammal. Efter att ha blivit utskälld av Homer i kyrkan berättar han att han alltid följer lagar och regler och aldrig gjort något impulsivt. Resten av staden slutar beundra Neds sett att leva och börjar tycka synd om honom för att han aldrig riktigt levt. Ned ber Homer att lära honom hemligheten med att ha roligt i livet och ger Homer en fullmakt. Homer åker då med Ned till Las Vegas. När de anländer möter de Kapten Lance Murdoch som ska gör ett stunttrick och Homer väljer att arbeta som volontär, och överlever. De går in på ett kasino som heter "Neros Palace" och börjar spela roulette. Ned protesterar mot hasardspel baserat på Sjunde Moseboken, men Homer ignorerar honom och vinner, men förlorar andra omgången. De går sedan till kasinots bar och blir fulla. Nästa morgon vaknar de med baksmälla och upptäcker att de gift sig med två servitriser. Homers nya fru heter Amber och Neds nya fru heter Ginger. Homer och Ned försöker då fly från servitriserna, men blir tillfångatagna i flykten och utkastade från Las Vegas. Amber och Ginger säger att de aldrig vill träffa dem igen och Homer och Ned åker hem till Springfield genom att lifta.

## Produktion
"Viva Ned Flanders" skrevs av David M. Stern och regisserades av Neil Affleck. I början av episoden rivs kasinot med en implosion, som en referens till att det rapporterades nyheter om implosioner då avsnittet gjordes.  Först efter implosionen inser åskådarna hur mycket damm som det kommer. Detta bygger på observationer som gjorts av författarna, som konstaterat att när en implosion sker vill alla se den, utan att inse att damm och asbest samtidigt sprids. Affleck anser att scenen var mycket komplicerad att animera och det tog fyra eller fem tagningar att få den korrekt. Scully thought that the implosion looked "fantastic." Neds ålder diskuterades mycket bland författare och enligt Scully diskuterade hur gammal han kan vara då han tagit hand om sig själv så bra. Författarna gjorde honom att äldre och äldre och man hade 57 och 58 som förslag innan man valde 60.
Åldern valdes efter att Ron Hauge, några veckor före diskussionerna fått reda på att han var något äldre än den näst äldsta författaren i produktionen, när han berättade att han var 60 år, fast han bara var 40 år egentligen. Morgonen efter att Homer och Ned druckit somnar de i en jacuzzi. Man diskuterade om de skulle vara nakna eller påklädda då. Matt Groening ville att de skulle vakna upp nakna. Under produktionen gjorde Affleck en alternativ version av den scen, som baserades på hans erfarenhet inom området alkoholmissbruk från sina yngre år. Scenen skulle vara i Ned synvinkel, och skulle visa Homers öppna mun halvt nedsänkt i jacuzzin. Affleck har beskrivit den alternativa scenen som Fellinistil och passade därför inte stilen i Simpsons.Scully föreslog att Ned skulle kräkas i slutet av scenen, men det kom inte med. Under jakten i kasinot spelas "Viva Las Vegas" upp av Elvis Presley. Scully ville ursprungligen att Bruce Springsteen skulle framföra låten. Scully fick inte tillstånd för den versionen i tid och därför användes Elvis version av låten. I avsnittet medverkar The Moody Blues som sig själva. I avsnittet medverkar Don Rickles som dock spelas av Dan Castellaneta. Affleck beskriver handlingen i avsnittet som "grotesk" och "burlesk" men "rimlig". I scenen där Homer anklagar Ned för att vara pensionär men inte det, liknar en rättegång enligt Affleck. Han anser också att Neds resa till Las Vegas kan jämföras med de kristens resa till Mammon, en siffra som i Bibeln karaktäriseras som en personifikation av rikedom och girighet.

## Kulturella referenser
Avsnittets titel är en referens till Viva Las Vegas. Den panik och rökmolnet som kommer från en implosion av Mr Burns kasino påminner om katastroffilmen Dantes Peak 1997, och familjens flykt från rökmolnet är en referens till en scen i Independence Day.  Utanför kyrkan berättas att dagens predikan är "Han vet vad du gjorde förra sommaren", vilket är en hänvisning till Jag vet vad du gjorde förra sommaren. när Homer och Ned flyr från Vegas spelas en låt från Mars Attacks! . Comic Book Guys registreringsskylt är NCC-1701, som också är namnet på USS Enterprise.
Han har också en bildekal som lyder "Min andra bil är Millennium Falcon". Den fick han av någon som såg ut som Harrison Ford i Millennium Falcon, vilket var fartyget som användes av Fords karaktär Han Solo i Star Wars. Låten Homer och Ned lyssnar på väg till Las Vegas är Highway Star" av Deep Purple. När man möter två som åker från Las Vegas baseras de på Ralph Steadmans illustrationer av Raoul Duke och hans advokat Dr Gonzo från Fear and Loathing in Las Vegas: A Savage Journey to the Heart of the American Dream, skriven av Hunter S. Thompson.. På bröllopsvideon ses Homer bära en dräkt som liknar den som bärs av Rat Pack-medlemmar.

## Mottagande
Avsnittet sändes 10 januari 1999 och fick en Nielsen rating på 11.6, vilket ger 11,5 miljoner tittare. Avsnittet nominerades till en Emmy award i kategorin  "Outstanding Animated Program (for Programming Less Than One Hour)". Ian Jane på DVD Talk kallar avsnittet för en klassiker och Jake McNeill på Digital Entertainment News anser att det är ett av de bsta avsnitten från säsongen.
Colin Jacobson på DVD Movie Guide anser att det är korkat att Ned blir 60 år men avsnittet innehåller många skratt.  Han tyckte Homers upptog liksom scenerna i Vegas och en av hans favorit repliker från serien finns här då Marge säger att det är hennes dag att glänsa när hon städar.. Warren Martyn och Adrian Wood skriver i I Can't Believe It's a Bigger and Better Updated Unofficial Simpsons Guide anser att det är av avsnittet med mest tempo och det händer saker snabbt. Aaron Roxby på Collider gillar inte avsnittet men har några bra skämt men är ett av de sämsta Flanders-avsnitten. Enligt Al Jean är det vanligt att om du lämnar fruar i Vegas så hittar de dig, vilket de i avsnittet gjorde, och visades i ett "Brawl in the Family"."